# Radin!
Radin! is een Franse film uit 2016, geregisseerd door Fred Cavayé.

## Verhaal
François Gautier is een grote gierigaard wiens enige levensdoel is om zoveel mogelijk geld te sparen en geen geld uit te geven. Maar zijn leven wordt grondig door elkaar geschud wanneer hij verliefd wordt en bovendien te weten komt dat hij een dochter heeft.

## Rolverdeling
| Acteur            | Personage        |
| ----------------- | ---------------- |
| Dany Boon         | François Gautier |
| Laurence Arné     | Valérie          |
| Noémie Schmidt    | Laura            |
| Patrick Ridremont | Cédric           |
| Christophe Canard | Gilles           |
| Christophe Favre  | Demeester        |
| Karina Marimon    | Carole           |